# Борец мохнатый
Боре́ц мохна́тый (лат. Aconitum villosum) — многолетнее травянистое растение, вид рода Борец (Aconitum) семейства Лютиковые (Ranunculaceae).

## Распространение и экология
Ареал вида охватывает Монголию, Западную и Восточную Сибирь.
Произрастает в лесной области по лесам, уремам, сырым высокотравным, суходольным и поёмным лугам.

## Ботаническое описание
Корень клубневидный, некрупный. Стебель прямой, реже в верхней части несколько вьющийся или извилистый, круглый, толщиной до 2 мм, в верхней части довольно густо опушённый, в нижней большею частью голый.
Листья в общем очертании пятиугольные, длиной до 2,5 см, шириной до 4—5 см, до основания рассечены на линейно-ланцетные или почти линейные доли, на густо опушенных с верхней стороны черешках.
Соцветие — редкоцветная пирамидальная метёлка. Цветоножки опушённые, прицветнички линейные, ресничатые. Цветки длиной до 2,5 см, шириной до 1,5 см, фиолетовые, мелко опушённые, реже голые. Шлем закругленно-конический, длиной 1,5—2 см, шириной до 1,5 см на уровне носика. Боковые доли околоцветника округлые, в поперечнике около 1 см; нижние доли неравные, широколанцетные или овальные, длиной до 1,2 см, шириной 0,7 см. Нектарники на прямых или немного изогнутых ноготках с небольшим головчатым шпорцем, с сильно мешковидно расширенной (до 3,5 мм) пластинкой и небольшой выемчатой губой; тычинки голые, в нижней части расширенные, без зубцов; завязи в числе пяти, опушённые.

## Таксономия
Вид Борец мохнатый входит в род Борец (Aconitum) трибы Живокостные (Delphinieae) подсемейства Лютиковые (Ranunculoideae) семейства Лютиковые (Ranunculaceae) порядка Лютикоцветные (Ranunculales).
|  |                       |  |                                               |                                               |                                         |  | ещё четыре подсемейства (согласно Системе APG II) | ещё четыре подсемейства (согласно Системе APG II) |                                           |  |  |  | ещё 2 рода              | ещё 2 рода         |  |  |
|  |                       |  |                                               |                                               |                                         |  | ещё четыре подсемейства (согласно Системе APG II) | ещё четыре подсемейства (согласно Системе APG II) |                                           |  |  |  | ещё 2 рода              | ещё 2 рода         |  |  |
|  |                       |  |                                               | семейство Лютиковые                           |                                         |  |                                                   |                                                   | триба Живокостные                         |  |  |  |                         | вид Борец мохнатый |  |  |
|  |                       |  |                                               | семейство Лютиковые                           |                                         |  |                                                   |                                                   | триба Живокостные                         |  |  |  |                         | вид Борец мохнатый |  |  |
|  | порядок Лютикоцветные |  |                                               |                                               | подсемейство Лютиковые (Ranunculoideae) |  |                                                   |                                                   | род Борец, или Аконит                     |  |  |  |                         |                    |  |  |
|  | порядок Лютикоцветные |  |                                               |                                               |                                         |  |                                                   |                                                   |                                           |  |  |  |                         |                    |  |  |
|  |                       |  | ещё десять семейств (согласно Системе APG II) | ещё десять семейств (согласно Системе APG II) |                                         |  |                                                   | ещё восемь триб (согласно Системе APG II)         | ещё восемь триб (согласно Системе APG II) |  |  |  | ещё от 250 до 300 видов |                    |  |  |
|  |                       |  |                                               | ещё десять семейств (согласно Системе APG II) |                                         |  |                                                   |                                                   | ещё восемь триб (согласно Системе APG II) |  |  |  |                         |                    |  |  |